# 渡辺美智雄
渡辺 美智雄（わたなべ みちお、1923年〈大正12年〉7月28日 - 1995年〈平成7年〉9月15日）は、日本の政治家。衆議院議員（11期）。千葉県習志野市生まれ、栃木県那須郡川西町（黒羽町を経て2005年以降大田原市）育ち。
自由民主党政務調査会長（第33代）。厚生大臣（第54代）、農林水産大臣（第2代）、大蔵大臣（第81代）、通商産業大臣（第45代）、副総理兼外務大臣（第114代）を歴任。中曽根派を継承して渡辺派を率いた。従二位勲一等旭日桐花大綬章。「ミッチー」の愛称で親しまれた。
長男は、元参議院議員、元衆議院議員、第7・8代内閣府特命担当大臣（金融担当）、第7代内閣府特命担当大臣（規制改革担当）、初代みんなの党代表の渡辺喜美。長女は2017年の第48回衆議院議員総選挙に希望の党から公認を受けて立候補したが、落選。孫は、元参議院議員、栃木県那須塩原市長の渡辺美知太郎。

## 来歴・人物
1923年7月千葉県習志野市にて職業軍人の渡辺喜助、母マツの間に生まれた。川西町寒井小学校、旧制大田原中学校（現・栃木県立大田原高等学校）を卒業、陸軍士官学校を受験するが果たせず、1942年に東京商科大学附属商学専門部 （高等商業学校に相当する課程）に入学。翌年秋に学徒出陣のため繰り上げ卒業し、出陣。復員後の渡辺は、進駐軍相手の通訳、讀賣新聞記者、行商の会社「マルムツ」の設立や税理士事務所開設を経て、1955年2月に自由党公認で栃木県議会議員選挙に立候補し当選。行商生活の1952年、後に衆議院議員、みんなの党代表を務める長男喜美が誕生している。
何とか2回目の県議会議員選挙を当選した直後の1960年、突如として県議を辞職し、藤山愛一郎派の支援を受け、第29回衆議院議員総選挙に旧栃木1区から保守系無所属で立候補するが、次々点で落選。その後河野一郎の下に身を寄せる。1963年11月第30回衆議院議員総選挙に自由民主党公認で立候補し、初当選（当選同期に小渕恵三・橋本龍太郎・小宮山重四郎・伊東正義・田中六助・佐藤孝行・藤尾正行・三原朝雄・鯨岡兵輔・西岡武夫・奥野誠亮など）。1965年に河野一郎が急死し、河野派（春秋会）で後継者争いが起こると、当時1年生議員だった渡辺は中曽根康弘への派閥継承を主張。翌年、河野派は重政誠之、森清派と中曽根派に分裂し、渡辺は中曽根派に所属した。
第3次佐藤内閣で農林政務次官を経験するなど農林族議員として頭角を現し、「ベトコン議員」が多く参集する「米価問題懇談会」では斬り込み隊長となって、同期の中川一郎、湊徹郎と共に「（イッチャン、ミッチャン、テッチャンの）3チャン艦隊」と呼ばれた。米価引き上げに頼らない農政改革を主張する、いわゆる「総合農政派」として知られた。1973年には田中角栄内閣の日中国交正常化や金権政治に反対する親台派の保守系若手議員によって結成された青嵐会に参加し、渡辺は中川、湊らと共に代表世話人となった。
1974年、税理士という立場もあり、大蔵小委員会において飯塚事件に関する質問を行い、国税庁の権力濫用を追及する。この国会質問が契機となり国税庁が自らの過ちを認め、事件の幕が引かれることになる。
1976年、福田赳夫内閣で厚生大臣として初入閣。日本医師会の武見太郎会長との間で健康保険法改正・医療費値上げ・医師優遇課税をめぐり激しく争い、天皇とも呼ばれた武見に敢然として戦いを挑んだ。
第1次大平内閣で農林水産大臣として再入閣。大平正芳と渡辺は同じ東京商大の同窓と言うこともあり、如水会人脈を通じて深い結びつきを持つようになっていった。衆議院総選挙敗北の責任をめぐり大平と福田赳夫の間にいわゆる「四十日抗争」が起きた際、渡辺は総裁予備選挙で一般党員が選出した大平総裁を引きずり下ろすのは大義名分が無いとして反大平を標榜していた中曽根派から離反する形で首班指名で大平に投票した。
中曽根派から離脱した渡辺は、派閥横断の政策集団「温知会」を結成し、党内、特に中曽根派の若手議員を取り込むと共に、全国で新人議員の発掘・育成を始める。その一方で中曽根別働隊としても活動し、大平首相の急逝を受けた総裁選びでは、田中角栄を訪ねて中曽根のために動いた。大平内閣を引き継いだ鈴木善幸内閣では大蔵大臣に就任し、財政再建に取り組んだ。1983年の総選挙後、中曽根派に復帰。第2次中曽根第2次改造内閣で通産大臣、1987年には自民党政調会長に就任。税理士経験からミクロ経済に強く、自民党有数の経済通として知られ、「コンピューター付き行商人」などと称されるようになった。中曽根後の派後継者と目された渡辺は「安竹宮渡」として「ニューリーダー」の一角に数えられた。
ポスト竹下を目指し、幹事長の安倍晋太郎を脅かす存在感を発揮したが、リクルート事件に関与していた事が発覚、他の実力者とともに逼塞を余儀なくされ、竹下首相退陣後は、同じ中曽根派の幹部であり、日頃から反渡辺を公言していた宇野宗佑に首相の座を奪われる。

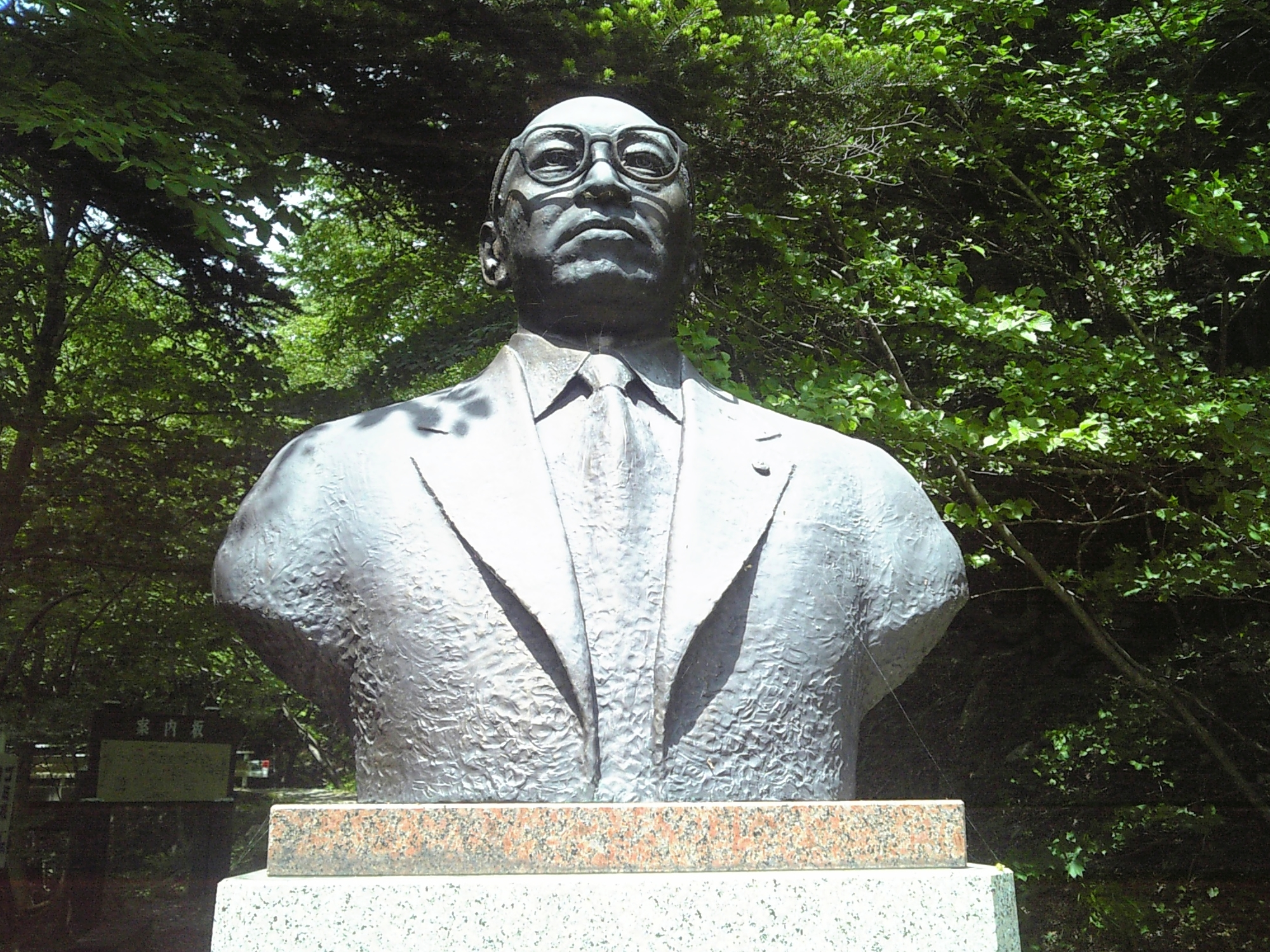
塩原温泉郷にある渡辺美智雄の胸像。1989年10月建立。

1990年の総選挙直後に中曽根派会長の櫻内義雄から派閥禅譲を受け同派会長に就任し、同派を「渡辺派」とする。しかし、前述の四十日抗争時に中曽根派を離脱（1982年の中曽根政権発足後に同派に復帰）し、またリクルート事件にも関与した渡辺への世間の風当たりは強く、また派閥オーナーである中曽根の意見を取り入れた派閥運営を余儀なくされた。1991年、自民党総裁選に初出馬し次点に終わるも、直後発足した宮沢内閣で副総理兼外務大臣に就任。しかし激務が重なった上、同年には膵臓癌の手術を受け、この頃から病気がちとなり入退院を繰り返すようになる。翌年12月の宮沢改造内閣でも留任したが、1993年4月に辞任。同年7月の総選挙で野党に転落した自民党の総裁選に再度出馬するが、健康不安などもあって河野洋平に敗れた。
1994年4月、細川内閣退陣の際、新生党の小沢一郎より自民党からの離党を条件に首相就任を打診される。離党を示唆するなど、一時は本気でその姿勢を見せるが、同調者が中山正暉、伊吹文明、武部勤、柿澤弘治ら10数名に留まり（渡辺側近の柿澤弘治、太田誠一、新井将敬、佐藤静雄、山本拓、米田建三の6人が渡辺に先立って実際に離党した）、河野総裁の慰留を受け入れる形で離党を断念。さらに、村山富市への首班指名選挙でも「社会党の委員長を首相なんかに推せるか」と派閥オーナーの中曽根と共に造反し、連立政権の統一候補となった海部俊樹に投票した。これらの造反行為により派閥内部における渡辺の求心力は著しく低下し、派閥幹部の江藤隆美は「小沢の誘いに乗るとは何事か」と中曽根・渡辺を公然と批判するなど、渡辺派の結束もゆるんでいった。こうした渡辺の言動の裏には、年齢・体力面でももう時間がなく、自分より10歳以上若い河野に差をあけられていることへの焦りがあったと言われている。
河野総裁の不出馬を受けた1995年の自民党総裁選では自身と同じ衆院選当選同期の橋本龍太郎を支持した。総理への道をあきらめきれないまま、1995年9月15日、東京都新宿区の東京女子医科大学病院で心不全のため死去した、72歳没。追悼演説は同じ選挙区で渡辺としのぎを削った新進党の船田元が行い、船田は「一度は渡辺先生に総理大臣をやらせたかったと思う国民は決して少なくなかった」「同じ選挙区で戦ってきた私が胸をかりるようなつもりでいた」としのんだ。渡辺の死後、秘書を務めていた息子の喜美が地盤を引き継いだ。
墓所は栃木県大田原市の光真寺にある。

## 問題となった発言
歯に衣を着せない言動で知られた。渡辺の言動は「ミッチー節」と呼ばれ、いわれる栃木弁丸出しの歯に衣着せぬ話術でマスコミに積極的に登場しお茶の間の人気を得た。一方で、度々舌禍事件を起こした。
- 高福祉・低負担ともとれる当時の野党の政策論への支持を「毛針にかかるようなもの」と揶揄した
- 「中華人民共和国は政治が悪いから、穴を掘って住んでいる人がいる」と述べた（窰洞（ヤオトン）を指すとみられる）

といったものが知られるが、以下の一件は時の総理大臣への抗議とその釈明書が出る事態となった。

### アメリカ人の経済観念に関する発言
1988年7月に開催された、自由民主党軽井沢セミナーの講演においてアメリカ人の経済観念に触れ、「日本人は破産というと、夜逃げとか一家心中とか、重大と考えるが、クレジットカードが盛んなむこうの連中は黒人だとかいっぱいいて、『うちはもう破産だ。明日から何も払わなくていい』それだけなんだ。ケロケロケロ、アッケラカーのカーだよ」と述べた。
朝日新聞では、この報道は小さな囲み記事で「事務局をハラハラさせた」と記述があり、渡辺自身もその直後に「こういうとまた（マスコミに）捕まるか…」と自虐的に話していたと触れられており、重大なものとは受け止められていなかった。報道翌日の7月25日に渡辺は国会議事堂で「人種差別の意図は全くなかったが、誤解を与える不用意な発言があった。米国民の感情を傷つけていたとすれば遺憾であり、おわびし、陳謝する」と述べた。
しかし、駐日アメリカ合衆国大使館のスポークスマンは26日に「米国人をさげすむような発言は遺憾」と評し（渡辺から大使館に陳謝があったとも述べた）、これがアメリカ合衆国で伝えられると在アメリカ合衆国日本国大使館に50件の抗議が寄せられた。
8月2日には、アメリカ合衆国の黒人議員協会や全米黒人実業家協会の関係者がアメリカ合衆国議会で会見し、中曽根康弘前首相の発言（知的水準発言）に続けて（また、中曽根発言のあと日本から陳謝や善処の約束があったにもかかわらず）この出来事が起きたことで、日本の差別観念が変わっておらず、むしろ悪化しているとして、首相の竹下登への抗議文を発表した。竹下は8月13日に、黒人議員協会に釈明の文書を送ることとなった。

## エピソード
- 個性的なキャラクターで国民に広く知られ、テレビ朝日系ニュース番組「ニュースステーション」などニュース番組を中心にマスコミに積極的に露出した。
- 豪放な発言から武闘派のように見られがちだったが、実際は「政策型」で政策の話をすると止まらない一方、権謀術数を弄するような「政局型」ではなかったと評された[19]。
- 雑誌「SPA!」誌上で漫画家小林よしのりとの対談に応じ、小林の漫画「ゴーマニズム宣言」にも登場している。
- 1992年1月14日に「日本軍が女性をして兵士との性交を強制した事を認めざるを得ない」と日本の慰安婦問題と強制連行を結びつける発言をした旨をニューヨーク・タイムズに報じられている[20]。
- 細川内閣時代、衆議院予算委員会で野党議員として質問に立ち、細川護煕首相と武村正義内閣官房長官の意見対立を追及したこともある。
- 病床で遺言を録音してカセットテープに残し、マスコミに公表するように指示。テープは青嵐会以来の友人で当時政界を離れていた石原慎太郎に託された。テープは日本テレビ系ニュース番組「きょうの出来事」において放送され、石原が解説を加えた。言葉にならない箇所もあったが、総理の座に手が届かず非常に心残りであった様子が窺える内容であった。
- 浜田幸一は「好きな政治家」としてたびたび渡辺の名を挙げている。実際、浜田は息子の浜田靖一を渡辺の家に預け育てさせた。さらに靖一は渡辺の秘書として政治活動をスタートさせている。
- テレビに出演した際に、杉山治夫と対面。いつものように札束を投げた杉山を、渡辺は「投げるほどいらない金ならそれ全部アフリカにでも寄付しろ!!」と一喝した。
- 孫は新宿区議会議員の渡辺美智隆である。

### 芸能界との関係
- 桂小金治をはじめ、芸能人や芸能界関係者と交友があり、テレビのバラエティ番組やトーク番組にも出演した。1990年7月19日にはフジテレビ系バラエティ番組「森田一義アワー笑っていいとも」のトークコーナー「テレフォンショッキング」に生出演。「お友達」（同コーナーの次回の出演者）として桂小金治を紹介している。
- 1988年3月15日夜、当時自民党政調会長だった渡辺は、帝国ホテルの孔雀の間で開催された「林家こぶ平（当時）真打昇進披露パーティー」に出席。約650人の客を前にスピーチし、こぶ平の母海老名香葉子を絶賛した。渡辺は1985年に海老名と西舘好子（当時は井上ひさし夫人）の三人で出演したテレビ番組「いい人・E話」（テレビ東京系）の中で、海老名が夫の林家三平（当時既に故人）を賞賛していたエピソードを披露。「この奥さんにして立派なご主人」と海老名を評した。渡辺は続けて西舘について「ある有名な劇作家（井上）の奥さんはテレビ番組で話した時に、やはり旦那のことを天才だとか言って褒めちぎっていたが、こんな女房では旦那は大変だと思った。そうしたら後に離婚してしまった。あの対談のときすでに別の男を作っていたようだ」と発言した。渡辺は笑いを取ったつもりであったが、実はその西舘もパーティーに出席していたため、西舘は激怒してその場で渡辺に詰め寄った。パーティーは混乱におちいり、渡辺は這う這うの体で会場を後にした。この一件の顛末は翌日以降のワイドショーや女性週刊誌等で大々的に取り上げられ、西舘が渡辺を告訴する構えを見せるなどの騒動となった。しかし渡辺が西舘に電話をかけて「前に会って話した際、あなたに悪い印象をもってしまったが、離婚の話を揶揄するべきではないと娘に叱られてしまったよ」と言って謝罪の意を表したため、これを西舘も了承した。なお、渡辺の娘も離婚している。

### 野菜スープ健康法
1993年から1994年にかけて民間療法として「野菜スープ健康法」がブームとなり、当時既に体調がすぐれなかった渡辺もこれを実践。同健康法の提唱者立石和の著書『「元祖」野菜スープ強健法 ガン細胞も3日で消えた!? 』（徳間書店 1994年3月 ISBN 4198600856）に評論家草柳大蔵・漫画家赤塚不二夫・プロ野球監督星野仙一夫人星野扶沙子らとともに登場し、「効果があった」「体調がよくなった」と語った。ところが1994年6月16日、立石和が医師の免許を持たずに診療行為を行い、また許可なく医薬品を販売したとして、医師法違反（無免許医業）と薬事法違反（無許可薬品販売）の疑いで逮捕されるという事件が発生した。立石は渡辺・草柳らを勝手に広告塔にし違法行為を行なっていたことが明らかとなった。立石の「野菜スープ健康法」はテレビ番組でも取り上げられていたほか、立石の著書も18万5千部を超える売上があり影響が大きく、被害者も全国に広がり、数千人に及んだ。立石が考案した野菜スープ自体は健康にマイナスの影響はなく、健康被害はなかったが、立石が宣伝していた「リウマチに効く」「末期ガンが治る」等の薬効は全く根拠のないものであった。
渡辺も被害者となったわけであるが、「国会議員が怪しげな人物に関わるとは軽率」との批判も受けた。しかし翌年渡辺は死去。ブームに踊らされ、根拠のない民間療法にすがるという大物政治家らしからぬ行動もまた、渡辺の焦りの表れだったのではないかと言われた。

### 語録
上記で述べられているもの以外
- 「日教組には頭のおかしい先生がたくさんいる。」
- 「日本共産党の宮本顕治だって人を殺している。」
- 「商社マンは寄付もせずに現地で豪遊している。」

## 著書

### 単著
- 『国会議員70歳定年制論』渡辺美智雄後援会、1976年6月。
- 『知らなかった患者学 こんなに差がつく医療制度の利用法 歯の治療費から入院費まで』〈21世紀ブックス〉、主婦と生活社、1978年12月10日。
- 『財政再建と経済政策』内外情勢調査会〈講演シリーズ 397〉、1980年11月。全国書誌番号:99030279。
- テレビ東京編 編『いい人・E話』青山会出版局、1986年7月。全国書誌番号:20741399。
- 『相続税制改革の視点 地価の高騰と相続税負担のあり方』ぎょうせい、1987年11月。ISBN 9784324010242。 NCID BN02148733。全国書誌番号:88014722。
- 『ミッチー大いに吠える 渡辺美智雄発言集』〈News package chase 76〉、アイペックプレス、1991年9月30日。ISBN 9784870471825。
- 『政治雑感 日本の政治を憂える 統一テーマ「いま日本の政治を考える」』如水会〈一橋フォーラム21 第24期 10〉、1994年2月。全国書誌番号:97024467。
- 『ミッチー語録』渡辺喜美監修、田商ピーアール、2007年9月。 NCID BC07418124。

### 共著
- 海部俊樹、渡辺美智雄、大来佐武郎 著、アジア調査会 編『日本の進路を読む』プラネット出版社〈プラネット・ブックス Navi Japan 9〉、1991年7月。 NCID BN0667653X。全国書誌番号:92049001。
- 渡辺美智雄、柿澤弘治、伊吹文明『新保守革命』ネスコ、1994年4月19日。ISBN 9784890368709。
  - 自民党解党の覚悟を秘めた保守二党論などに言及した政策本だが、出版の翌年死去し、遺著となる。同書で示された内容は実現せずに終わった。

### 編纂責任
- 『国際協力ハンドブック』（改訂第2版）国際協力研究会、1983年3月。 NCID BN06760079。全国書誌番号:95009693。

## 演じた俳優
- 樋渡紀雄（『小説吉田学校』、1983年）※栃木県に演説で訪れた河野を当時栃木県議だった渡辺が出迎えるシーンがある。

## 元秘書
- 渡辺喜美（息子）
- 武部勤[21]
- 原田義昭[22]
- 小此木八郎[23]
- 浜田靖一

## 選挙歴
| 当落 | 選挙                   | 執行日         | 年齢 | 選挙区    | 政党       | 得票数     | 得票率 | 定数 | 得票順位 /候補者数 | 政党内比例順位 /政党当選者数 |
| ---- | ---------------------- | -------------- | ---- | --------- | ---------- | ---------- | ------ | ---- | ------------------ | ---------------------------- |
| 落   | 第29回衆議院議員総選挙 | 1960年11月20日 | 37   | 旧栃木1区 | 無所属     | 3万5837票  | 9.4%   | 5    | 7/11               | /                            |
| 当   | 第30回衆議院議員総選挙 | 1963年11月21日 | 40   | 旧栃木1区 | 自由民主党 | 6万196票   | 16.3%  | 5    | 5/7                | /                            |
| 当   | 第31回衆議院議員総選挙 | 1967年01月29日 | 43   | 旧栃木1区 | 自由民主党 | 6万6818票  | 17.0%  | 5    | 3/7                | /                            |
| 当   | 第32回衆議院議員総選挙 | 1969年12月27日 | 46   | 旧栃木1区 | 自由民主党 | 7万2541票  | 17.40% | 5    | 1/9                | /                            |
| 当   | 第33回衆議院議員総選挙 | 1972年12月10日 | 49   | 旧栃木1区 | 自由民主党 | 7万6951票  | 17.81% | 5    | 2/8                | /                            |
| 当   | 第34回衆議院議員総選挙 | 1976年12月05日 | 53   | 旧栃木1区 | 自由民主党 | 9万5602票  | 20.85% | 5    | 1/7                | /                            |
| 当   | 第35回衆議院議員総選挙 | 1979年10月07日 | 56   | 旧栃木1区 | 自由民主党 | 11万6100票 | 27.77% | 5    | 1/7                | /                            |
| 当   | 第36回衆議院議員総選挙 | 1980年06月22日 | 56   | 旧栃木1区 | 自由民主党 | 13万3372票 | 27.43% | 5    | 1/7                | /                            |
| 当   | 第37回衆議院議員総選挙 | 1983年12月18日 | 60   | 旧栃木1区 | 自由民主党 | 14万3623票 | 35.86% | 5    | 1/6                | /                            |
| 当   | 第38回衆議院議員総選挙 | 1986年07月06日 | 62   | 旧栃木1区 | 自由民主党 | 13万3035票 | 27.42% | 5    | 1/9                | /                            |
| 当   | 第39回衆議院議員総選挙 | 1990年02月18日 | 66   | 旧栃木1区 | 自由民主党 | 10万881票  | 18.52% | 5    | 2/7                | /                            |
| 当   | 第40回衆議院議員総選挙 | 1993年07月18日 | 69   | 旧栃木1区 | 自由民主党 | 13万2796票 | 25.09% | 5    | 1/7                | /                            |